# Phlox subulata
Phlox subulata é uma espécie de planta com flores da família Polemoniaceae, nativa do leste e centro dos Estados Unidos, e amplamente cultivada. É uma planta perene herbácea que forma tapetes ou almofadas de folhas peludas e lineares. As pequenas flores de cinco pétalas aparecem em cachos soltos de flores tubulares de 3/4 de polegada em tons de rosa, lavanda, roxo-avermelhado e ocasionalmente branco. É conhecida pelos nomes comuns de phlox rastejante, musgo phlox, rosa musgo ou phlox da montanha.
O nome do gênero, Phlox, vem da palavra grega phlox e significa "chama". Isso se refere à cor vibrante das flores de algumas variedades. O epíteto específico, subulata, significa "em forma de sovela", que se refere às folhas.
Phlox subulata prefere solos úmidos, bem drenados e húmus, e sol pleno. Floresce melhor em pleno sol, mas em verões quentes e úmidos, a planta aprecia um pouco de sol filtrado. Eles gostam de solo arenoso e pedregoso e podem tolerar condições quentes e secas melhor do que outras espécies de phlox. É tolerante a cervos, erosão, seca e poluição do ar.
Phlox subulata tem muitos cultivares com flores vibrantes de rosa, vermelho, lavanda, azul-roxo ou branco que cobrem a planta de final de abril a início de maio. Os usos no jardim incluem jardins rochosos, bordas, plantações de fundação ou coberturas do solo em áreas ensolaradas de jardins florestais, encostas, jardins de plantas nativas ou áreas naturalizadas.